# Wandflue
Die Wandflue (oftmals auch Wandfluh geschrieben) ist ein Grat in den Bergen in der ersten Jurakette oberhalb von Bettlach im Kanton Solothurn. Der höchste Punkt ist 1399 m ü. M. Der Grat fällt steil nach Südosten ab, zuoberst mit einer 2,5 Kilometer langen und 50 Meter hohen Felswand, die als Wahrzeichen von Bettlach gilt.
Die Wand erstreckt sich von Bettlach oberhalb des Bergrestaurants Bettlachberg bis auf das Gemeindegebiet von Selzach oberhalb des Bergrestaurants Oberes Brüggli. Unterhalb dieser Wand ist das Gebiet bewaldet, abschüssig bis steil und nahezu unzugänglich. Oftmals liegen auch Felsbrocken oder kleinere Schuttkegel zwischen den Föhren und Lärchen. Sie zeugen von aktuelleren, kleineren Abbrüchen, die jedoch nicht besorgniserregend sind.

## Entstehung
Die Wandflue ist durch einen Bergsturz entstanden, als sich am Ende der letzten Eiszeit (zwischen 12'000 und 10'000 v. Chr.) der Rhonegletscher zurückzog. Dadurch hatte die Bergflanke keinen Halt mehr und rutschte ab. Gewaltige Schuttmassen rutschten so bis an die Aare. Auf dem leicht ansteigenden Schuttkegel liegt heute das Dorf Bettlach. Der Bettlacher Bergsturz gilt als einer der grösseren Bergstürze nebst dem Flimser Bergsturz oder dem Bergsturz von Goldau.

## Wanderungen und Durchgänge
Die Wandflue kann ohne Seil und Sicherung an folgenden zwei Orten durchstiegen werden. Beide Wege werden nur trittsicheren, schwindelfreien Personen empfohlen.
- Der erste Wanderweg befindet sich oberhalb des Bettlach. Er beginnt oberhalb des Bergrestaurants Bettlachberg und führt zuerst zickzack durch den Wald und über Schutt. Unterhalb der Felswand beginnt eine in Stein gehauene, befestigte Treppe, die zwischen zwei versetzten Felswänden direkt auf den Grat führt. Nur wenige Meter hinter dem Gratweg neben der Abrissstelle befindet sich eine Steinmauer, die die Grenze zwischen den beiden Gemeinden Bettlach und Grenchen markiert. Die Hochebene hinter der Steinmauer heisst Obergrenchenberg. Nur 200 Meter vom Standort entfernt befindet sich die Passstrasse von Grenchen nach Court führt (Wintersperre ab Untergrenchenberg beziehungsweise Court, sofern Schnee liegt).

- Die zweite Möglichkeit, um auf den Obergrenchenberg zu gelangen, befindet sich oberhalb Selzach. Auf einer Matte westlich des Restaurant „Oberes Brüggli“ beginnt der Wanderweg, der auch Küfferweg genannt wird. Er führt zuerst schnurgerade die Weide hoch und durch ein Wäldchen nach Norden. An der Felswand angelangt, beginnt ein sehr schmaler Weg, der teilweise auch seitwärts begangen werden muss. Dieser führt bis auf die Fluh hinauf (etwa 200 Höhenmeter).